# Gran Premi de la Ciutat de Mèxic del 2021
El Gran Premi de la Ciutat de Mèxic de Fórmula 1, dinovena cursa de la temporada 2021, és disputat al Autòdrom Hermanos Rodríguez entre els dies 5 a 7 de novembre del 2021.
Aquest gran premi mexicà serà el primer amb aquesta denominació en substitució del nóm de Gran Premi de Mèxic, sota un contracte de cinc anys.

## Qualificació
La qualificació es va celebrar el dia 6 de novembre.
| Pos                 | No | Pilot              | Constructor           | Part 1   | Part 2   | Part 3   | Sortida |
| ------------------- | -- | ------------------ | --------------------- | -------- | -------- | -------- | ------- |
| 1                   | 77 | Valtteri Bottas    | Mercedes              | 1:16.727 | 1:16.864 | 1:15.875 | 1       |
| 2                   | 44 | Lewis Hamilton     | Mercedes              | 1:17.207 | 1:16.474 | 1:16.020 | 2       |
| 3                   | 33 | Max Verstappen     | Red Bull-Honda        | 1:16.788 | 1:16.483 | 1:16.225 | 3       |
| 4                   | 11 | Sergio Pérez       | Red Bull-Honda        | 1:17.003 | 1:17.055 | 1:16.342 | 4       |
| 5                   | 10 | Pierre Gasly       | AlphaTauri-Honda      | 1:16.908 | 1:16.955 | 1:16.456 | 5       |
| 6                   | 55 | Carlos Sainz Jr.   | Ferrari               | 1:17.517 | 1:17.248 | 1:16.761 | 6       |
| 7                   | 3  | Daniel Ricciardo   | McLaren-Mercedes      | 1:17.719 | 1:17.092 | 1:16.763 | 7       |
| 8                   | 16 | Charles Leclerc    | Ferrari               | 1:16.748 | 1:17.034 | 1:16.837 | 8       |
| 9                   | 22 | Yuki Tsunoda       | AlphaTauri-Honda      | 1:17.330 | 1:16.701 | 1:17.158 | 171     |
| 10                  | 4  | Lando Norris       | McLaren-Mercedes      | 1:17.569 | 1:17.473 | 1:36.830 | 183     |
| 11                  | 5  | Sebastian Vettel   | Aston Martin-Mercedes | 1:17.502 | 1:17.746 |          | 9       |
| 12                  | 7  | Kimi Räikkönen     | Alfa Romeo-Ferrari    | 1:17.606 | 1:17.958 |          | 10      |
| 13                  | 63 | George Russell     | Williams-Mercedes     | 1:17.502 | 1:18.172 |          | 162     |
| 14                  | 99 | Antonio Giovinazzi | Alfa Romeo-Ferrari    | 1:17.897 | 1:18.290 |          | 11      |
| 15                  | 31 | Esteban Ocon       | Alpine-Renault        | 1:18.126 | 1:18.405 |          | 193     |
| 16                  | 14 | Fernando Alonso    | Alpine-Renault        | 1:18.452 |          |          | 12      |
| 17                  | 6  | Nicholas Latifi    | Williams-Mercedes     | 1:18.756 |          |          | 13      |
| 18                  | 47 | Mick Schumacher    | Haas-Ferrari          | 1:18.858 |          |          | 14      |
| 19                  | 9  | Nikita Mazepin     | Haas-Ferrari          | 1:19.903 |          |          | 15      |
| 20                  | 18 | Lance Stroll       | Aston Martin-Mercedes | 1:20.873 |          |          | 201     |
| 107% Temps:1:22.097 |    |                    |                       |          |          |          |         |
| Font:               |    |                    |                       |          |          |          |         |

Notes
- ^1  – Lance Stroll i Yuki Tsunoda van llargar al final de la graella per canviaren la combustió interna i la unitat de potència del motor.[5]
- ^2  – George Russell va ser penalitzat amb cinc posicions per canviar els elements de la unitat de potència del motor.
- ^3  – Lando Norris i Esteban Ocon van llargar al final de la graella per instal·lar nous components en seus cotxes.

## Resultats de la cursa
La cursa es va celebrar el dia 7 de novembre.
| Pos                                                                | No | Pilot              | Constructor           | Voltes | Temps / Retirada | Pos.Sortida | Punts |
| ------------------------------------------------------------------ | -- | ------------------ | --------------------- | ------ | ---------------- | ----------- | ----- |
| 1                                                                  | 33 | Max Verstappen     | Red Bull-Honda        | 71     | 1:38:39.086      | 3           | 25    |
| 2                                                                  | 44 | Lewis Hamilton     | Mercedes              | 56     | +1.333           | 2           | 18    |
| 3                                                                  | 11 | Sergio Pérez       | Red Bull-Honda        | 56     | +42.223          | 4           | 15    |
| 4                                                                  | 10 | Pierre Gasly       | AlphaTauri-Honda      | 56     | +52.246          | 5           | 12    |
| 5                                                                  | 16 | Charles Leclerc    | Ferrari               | 56     | +1:16.854        | 8           | 10    |
| 6                                                                  | 55 | Carlos Sainz Jr.   | Ferrari               | 56     | +1:20.128        | 6           | 8     |
| 7                                                                  | 5  | Sebastian Vettel   | Aston Martin-Mercedes | 56     | +1:23.545        | 9           | 6     |
| 8                                                                  | 7  | Kimi Raikkonen     | Alfa Romeo-Ferrari    | 56     | +1:24.395        | 10          | 4     |
| 9                                                                  | 14 | Fernando Alonso    | Alpine-Renault        | 55     | +1 volta         | 12          | 2     |
| 10                                                                 | 4  | Lando Norris       | McLaren-Mercedes      | 55     | +1 volta         | 18          | 1     |
| 11                                                                 | 99 | Antonio Giovinazzi | Alfa Romeo-Ferrari    | 55     | +1 volta         | 11          |       |
| 12                                                                 | 3  | Daniel Ricciardo   | McLaren-Mercedes      | 55     | +1 volta         | 7           |       |
| 13                                                                 | 31 | Esteban Ocon       | Alpine-Renault        | 55     | +1 volta         | 19          |       |
| 14                                                                 | 18 | Lance Stroll       | Aston Martin-Mercedes | 55     | +2 voltes        | 20          |       |
| 15                                                                 | 77 | Valtteri Bottas    | Mercedes              | 55     | +2 voltes        | 1           | 1     |
| 16                                                                 | 63 | George Russell     | Williams-Mercedes     | 54     | +2 voltes        | 16          |       |
| 17                                                                 | 6  | Nicholas Latifi    | Williams-Mercedes     | 54     | +2 voltes        | 13          |       |
| 18                                                                 | 9  | Nikita Mazepin     | Haas-Ferrari          | 68     | +3 voltes        | 15          |       |
| Ret                                                                | 47 | Mick Schumacher    | Haas-Ferrari          | 0      | P. Mecànics      | 14          |       |
| Ret                                                                | 22 | Yuki Tsunoda       | AlphaTauri-Honda      | 0      | Suspensió        | 17          |       |
| Volta ràpida: Valtteri Bottas (Mercedes) – 1:17.774 (en el lap 69) |    |                    |                       |        |                  |             |       |
| Font:                                                              |    |                    |                       |        |                  |             |       |

Notes
- ^1 – Valtteri Bottas va fer la volta ràpida, però com que no estava a la zona de pontuació, no anotò punts.

## Classificació després de la cursa
| Pos. | Pilot           | Punts | Canvis |
| ---- | --------------- | ----- | ------ |
| 1    | Max Verstappen  | 312.5 | =      |
| 2    | Lewis Hamilton  | 293.5 | =      |
| 3    | Valtteri Bottas | 185   | =      |
| 4    | Sergio Pérez    | 168   | =      |
| 5    | Lando Norris    | 150   | =      |

| Pos. | Constructor      | Punts | Canvis |
| ---- | ---------------- | ----- | ------ |
| 1    | Mercedes         | 478.5 | =      |
| 2    | Red Bull-Honda   | 477.5 | =      |
| 3    | Ferrari          | 268.5 | 1      |
| 4    | McLaren-Mercedes | 255   | 1      |
| 5    | Alpine-Renault   | 106   | =      |